# グレン・ミラー
オルトン・グレン・ミラー（Alton Glenn Miller、1904年3月1日 - 1944年12月15日）はアメリカのジャズミュージシャン（トロンボーン奏者、作曲家、アレンジャー、バンドリーダー）。グレン・ミラー楽団を結成した。
カウント・ベイシー、ベニー・グッドマン、デューク・エリントン等と共にスウィングジャズ、ビッグ・バンド・ジャズを代表するバンドリーダー、演奏家に挙げられている。

## プロフィール
アイオワ州クラリンダ生まれのドイツ系アメリカ人。1915年に家族と移住したミズーリ州グラントシティでトロンボーンを始め、地元のオーケストラで演奏を始める。やがて1923年にコロラド大学ボルダー校に進学するもほとんど行かずに中退、ニューヨークにてプロのトロンボーン奏者として音楽の道に進むが、売れずに目立たない時代が続いた。やがてトミー・ドーシーやベニー・グッドマン、レッド・ニコルズなどの音楽家と親交を結び、1937年に自己の楽団「グレン・ミラー楽団」を結成後、1938年にRCA傘下のブルーバード・レコードと契約、翌1939年から「ムーンライト・セレナーデ」「茶色の小瓶」「イン・ザ・ムード」「チャタヌーガ・チュー・チュー」など次々とヒット曲を発表し、バンドリーダー、作曲家、編曲家として人気を博した 。
ビルボードのジュークボックス・チャートにおいて「イン・ザ・ムード」（12週連続1位、通算13週1位）「タキシード・ジャンクション」（9週連続1位）「ウッドペッカー・ソング」（5週連続1位）の3曲で26週連続1位（1940年2月10日付〜8月3日付）を達成した。1941年に録音された「チャタヌーガ・チュー・チュー」は、同バンドが出演した映画『銀嶺セレナーデ』の主題歌であり、レコードはおよそ120万枚販売された。これを記念して1942年にRCAレコードからゴールドディスクが授与され、これがゴールドディスク第1号とされる。

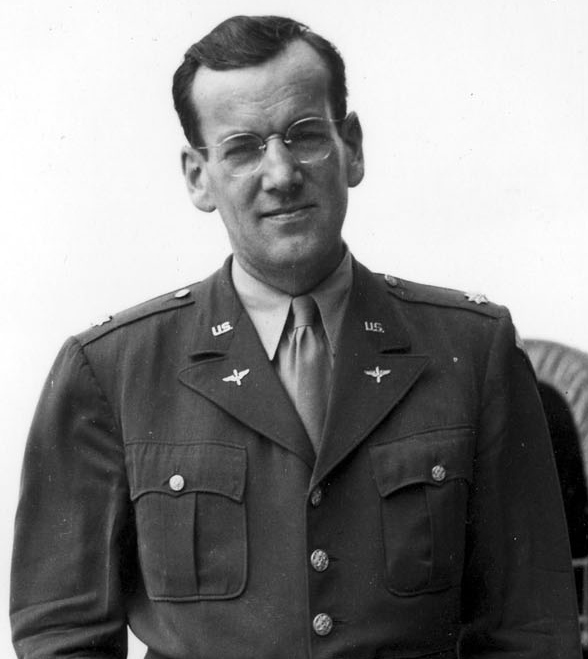
軍服を着用したミラー

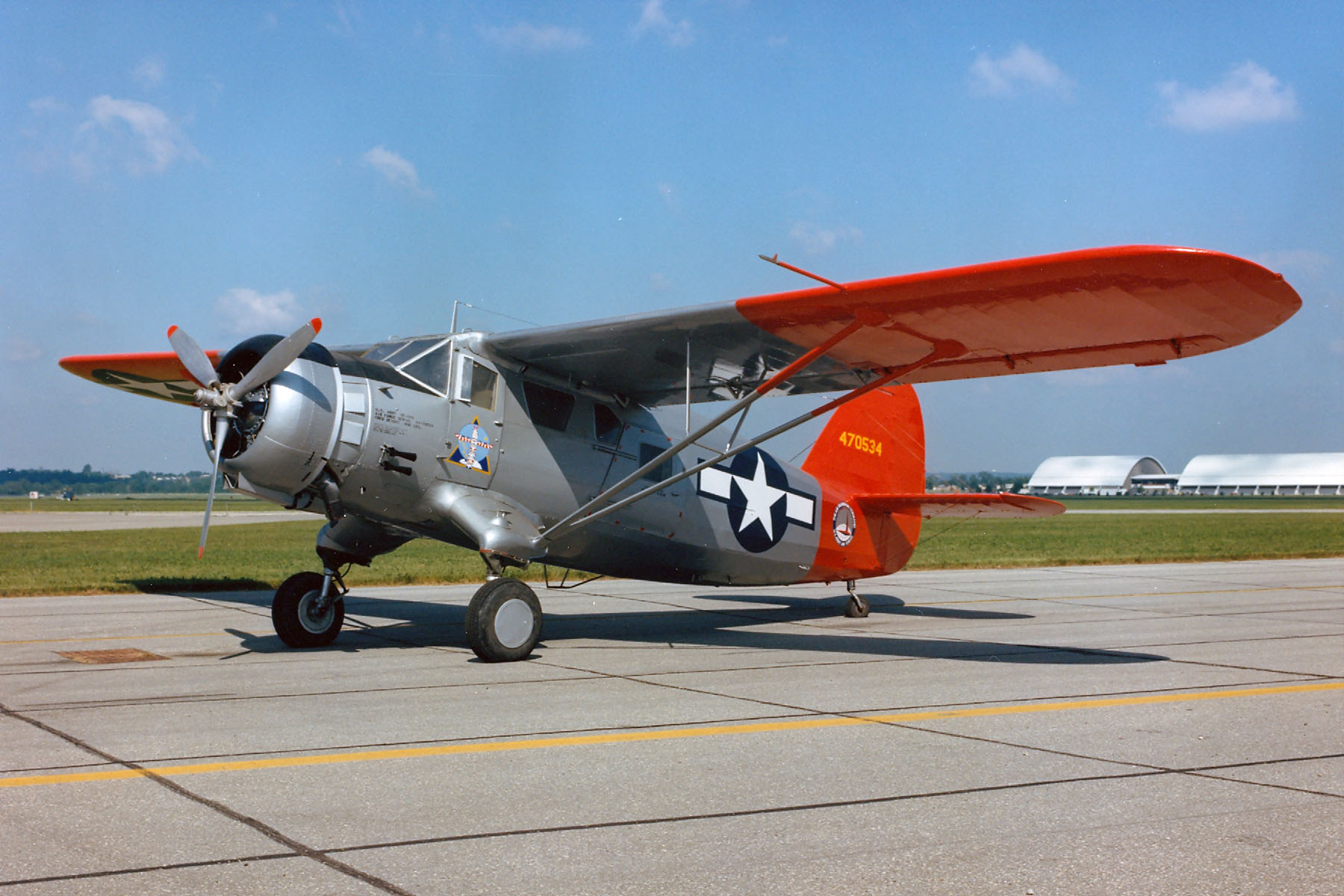
UC-64

第二次世界大戦の勃発にともない1942年に陸軍航空軍に入隊、慰問楽団を率いて演奏にまわった。国内外ツアー他、米国慰問協会で演奏した。ミラーは精力的に慰問演奏を続けていたが、大戦末期の1944年12月15日にイギリスからフランスへ慰問演奏に飛び立った後、乗っていた専用機（UC-64）がイギリス海峡上で消息を絶った（最終階級は少佐）。原因として、ドイツへの爆撃から帰還する途中のイギリス空軍の爆撃機が上空で投棄した爆弾が乗機に当たり墜落したとする説の他、イギリス軍機の誤射で撃墜されたとする説などがある。2014年に『シカゴ・トリビューン』は、消息を絶った原因として、乗機のUC-64に特有の故障によるものとする説を挙げた。それによるとミラーの搭乗したタイプのUC-64は、エンジンのキャブレターに欠陥があり、冬期に凍結することにより故障し、墜落する事例が他にも複数発生していたという 。また、前述の爆撃機が投棄した爆弾が命中したという説は、当時の飛行記録によるとミラーの乗機と同時期に航路を飛んでいた航空機や付近で爆弾を投棄したという記述がないことから可能性が低いともしている。
行方不明後も残された楽団員がリーダーとなり、グレン・ミラー・オーケストラとして、現在まで世界各地で活動している。

## 主な演奏曲
- ムーンライト・セレナーデ（Moonlight Serenade）
- イン・ザ・ムード（In The Mood）
- アメリカン・パトロール（American Patrol） - 編曲
- チャタヌーガ・チュー・チュー（Chattanooga Choo Choo） - 世界初のゴールドディスク授与曲
- タキシード・ジャンクション（英語版）（Tuxedo Junction）
- 茶色の小瓶（Little Brown Jug）
- 真珠の首飾り（英語版）（String of Pearls）
- ペンシルベニア6-5000（英語版）（Pennsylvania 6-5000）
- 虹の彼方に（Over The Rainbow）
- ムーンライト・カクテル（英語版）（Moonlight Cocktail）
- カラマズーの娘（英語版）（I've got a Gal in Kalamazoo）

## 関連映画
- 『銀嶺セレナーデ（英語版）』- Sun Valley Serenade（1941年） - グレン・ミラー&グレン・ミラー楽団が出演したミュージカル映画。
- 『オーケストラの妻たち（英語版）』- Orchestra Wives（1942年） - グレン・ミラー&グレン・ミラー楽団が出演したミュージカル映画。
- 『グレン・ミラー物語』- The Glenn Miller Story（1953年） - グレン・ミラーの生涯を描いたアメリカ映画
- 『5つの銅貨』 - The Five Pennies（1959年） - 若き日のグレン・ミラーが登場するアメリカ映画。
- 『グレン・ミラー アメリカンズ・ミュージカル・ヒーロー』 - Glenn Miller America's Musical Hero（1990年） - グレン・ミラー楽団の元メンバーや関係者が出演しグレン・ミラーの人生を辿るドキュメンタリー映画。